# 1943 en dadaïsme et surréalisme
Pour l'année, voir 1943.
 Chronologie de dada et du surréalisme 
- 1939
- 1940
- 1941
- 1942
- 1943
- 1944
- 1945
- 1946
- 1947

Cet article présente les faits marquants de l'année 1943 en dadaïsme et surréalisme.

## Éphémérides

### Janvier
- 13 janvier
À Zurich, Sophie Taeuber-Arp meurt d'une intoxication par les émanations d'un poêle mais les proches de l'artiste ont toujours considéré qu'il s'agirait peut-être d'une mort volontaire[1].

- Wifredo Lam achève La Jungle commencée au mois de décembre précédent[2].

### Février
- 11 février
Antonin Artaud est transféré à l'hôpital psychiatrique de Rodez[3].

### Mars
- André Breton, Pleine marge, avec une eau-forte de Kurt Seligmann, aux éditions Karl Nierendorf[4]

### Mai
- 28 mai
Publication à New York aux éditions Surréalistes du tract collectif de soutien à Benjamin  Péret La Parole est à Péret[5].

### Juin
- Antonin Artaud subit ses premières séances d'électrochocs[6].

### Juillet
- 14 juillet
Lettres collectives du groupe La Main à plume :
à l'adresse de Paul Eluard, aussi intitulée Vieille canaille et qui dénonce ses collaborations à la La Nouvelle Revue française que dirige Pierre Drieu la Rochelle et à L'Écho des étudiants paraissant en zone occupée,
et à l'adresse d'André Breton : « Pour ce qui est de nous en tout cas, nous avons conscience d'avoir sauvé le Surréalisme de l'histoire [...] Le jour où nous pourrons rejoindre vos efforts, notre tâche actuelle sera terminée. Nous sommes prêts à disparaître. Après nous, la victoire. »[7]

- 14 juillet
Arrestation de Noël Arnaud, Jacques Bureau et Jean-François Chabrun, animateurs du groupe La Main à plume, par le service de contre-espionnage de l'armée allemande[8].

### Août
- 29 août
André Breton est interrogé par des agents du Federal Bureau of Investigation (FBI). Julien Green : « On lui aurait mis sous les yeux des textes prouvant qu'il est contre la société capitaliste, contre la religion, etc. »[9]

- À Paris, publication clandestine par La Main à plume d'un cahier de poésie intitulé Le Surréalisme encore et toujours avec un dessin de Breton et des extraits du Second manifeste du surréalisme et de l' Anthologie de l'humour noir censurée[10]

### Octobre
- Suzanne Césaire publie 1943 : le surréalisme et nous dans la revue Tropiques. Elle écrit notamment[11] : « Et parmi les puissantes machines de guerre que le monde moderne met à notre disposition, « leddites et cheddites », notre audace a choisi le surréalisme, qui lui offre actuellement les plus sûres chances de succès. »[12]

### décembre
- André Breton rencontre Elisa Claro[13].

### Cette année-là
- Marcel Duchamp rencontre Maria Martins « extravertie, mondaine et conquérante. »[réf. nécessaire]

- Yvan Goll publie, à New York, la revue Hémisphère. Bilingue, y sont accueillies les contributions des surréalistes en exil ainsi deux articles d'André Breton sur l'œuvre d'Aimé Césaire[14].

- Sonia Mossé meurt en déportation au camp d'extermination de Sobibor[15].

### Œuvres
- Vicente Aleixandre
  - Ombres du paradis, recueil de poèmes écrits depuis 1939[16]
- Maurice Blanchard
  - Les Pelouses fendues d'Aphrodite, poèmes publiés dans la revue La Main à plume
- Victor Brauner
  - Les Amoureux, huile sur toile[17]
  - Déserteur et sur-héros, peinture à la cire
  - Devenir non devenant, peinture à la cire
  - Le Petit Taraph, peinture à la cire[18]
- André Breton
  - Les États généraux, poème : « On m'épargnera la croix sur ma tombe / Et l'on me tournera vers l'étoile polaire. »[19]
- Jacques Brunius
  - Matador cavernicole, collage[20]
- Alexander Calder
  - Constellation avec quadrilatère, stabile : bois et fils d'acier[21]
- Joseph Cornell
  - Pharmacy, boîte : bois, papier imprimé, feuilles de métal coloré, soufre, plumes, coquillage, ailes de papillon, feuille d'aluminium, fil de cuivre, fruit, eau, peinture d'or, liège, feuilles séchées et objets trouvés[22]
- Frédéric Delanglade
  - Le Mariage de Mademoiselle Trognon de Pomme, huile sur toile[23]
- Paul Delvaux
  - L'Écho, huile sur toile[24]
- Óscar Domínguez
  - Paysage aux allumettes, huile sur toile[25]
- Enrico Donati
  - Le Boléro, huile sur toile[26]
- Marcel Duchamp
  - Allégorie du genre (George Washington), collage : tissu sur huile sur toile[27]
- Max Ernst
  - Peinture pour les jeunes, huile sur toile[28]
  - Vox Angelica, huile sur toile[29]
- Wilhelm Freddie
  - Promenade au front, huile sur toile[30]
- Enrique Gomez-Correa
  - Testimonio de un poeta negra[réf. nécessaire]
- Arshile Gorky
  - Waterfall, huile sur toile[31]
- Jindřich Heisler
  - Le Surmâle, photomontage[32]

- Morris Hirshfield

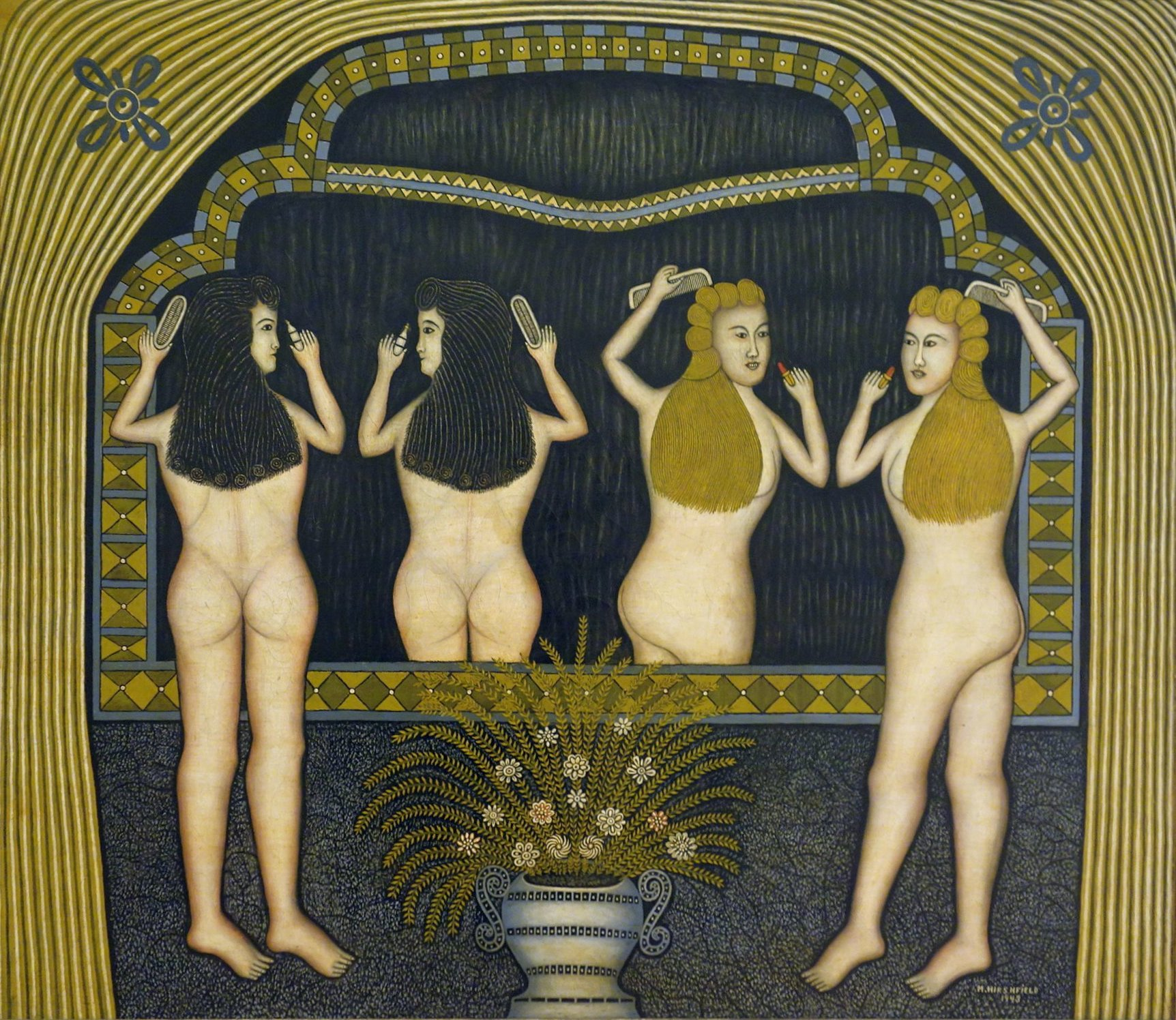
Morris Hirshfield, Two Women in front of a mirror

  - Two Women in front of a mirror, huile sur toile
- Laurence Iché
  - Étagère en flamme, poèmes illustrés par des dessins de trottoir relevés par Pablo Picasso[réf. nécessaire]
- Josef Istler
  - Figure, huile sur toile[33]
- Frida Kahlo
  - Racines, huile sur métal[34]
- Wifredo Lam
  - La Jungle, gouache sur papier marouflé sur toile[35]
  - Le Sombre Malembo, huile sur toile[36]
- Michel Leiris
  - Haut mal, écrit[37]
- René Magritte
  - Le Retour de flamme, huile sur toile[38]
- André Masson
  - Antille, huile, sable détrempé et pastel sur toile[39]
  - La Belle Italienne, huile sur toile[40]
  - Héraclite, détrempe sur toile[41]
- Roberto Matta
  - Elinonde, huile sur toile[42]
- Cesar Moro
  - Le Château de grisou[réf. nécessaire]
- Gordon Onslow Ford
  - Le Pays lumineux, huile sur toile[43]
- Meret Oppenheim
  - Daphné et Apollon, huile sur toile[44]
- Benjamin Péret
  - Le Déshonneur des poètes, pamphlet contre la « poésie de la Résistance »[réf. nécessaire]
- Antonio Porchia
  - Voces, aphorismes : « Ils te doivent la vie et une boîte d'allumettes / et ils veulent te payer une boîte d'allumettes / parce qu'ils n'aiment pas te devoir une boîte d'allumettes. »[réf. nécessaire]
- Kurt Seligmann
  - Souvenirs d'Amérique, huile sur toile[45]
- Sophie Taeuber-Arp
  - Formes coïncidentes lignes et plans, crayons de couleur sur papier[46]
- Dorothea Tanning
  - Eine Kleine Nachtmusik (Une petite musique de nuit), huile sur toile[47]
- Toyen
  - Après la représentation, huile sur toile[48]
  - Relâche, huile sur toile[49]
- Suzanne Van Damme
  - Composition surréaliste, huile sur toile[50]